# Redcliffe

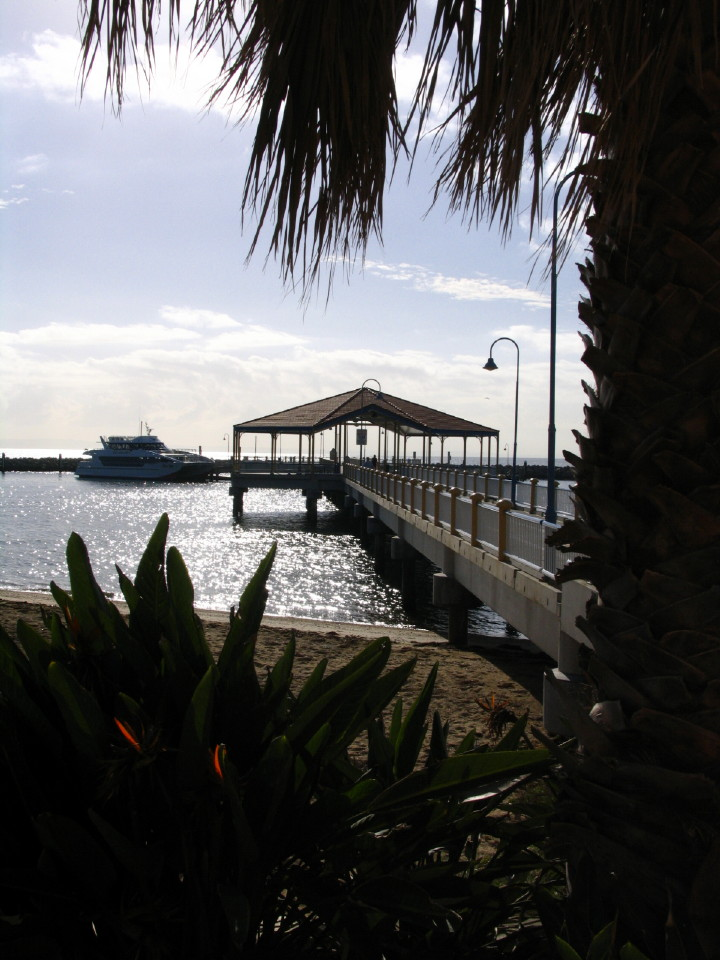
La jetée de Redcliffe.

Redcliffe est une péninsule à l'ouest de la baie Moreton dans le sud-est de la Grande Région de Sable du Queensland, en Australie. Redcliffe est aussi le nom de la ville qui remplit la péninsule et borde la capitale d'état Brisbane au sud-ouest. La ville est une banlieue résidentielle, très prisée des retraités de Brisbane, mais joue aussi le rôle de centre de services pour les communautés d'iles de la baie Moreton, de centre touristique pour la baie, et de centre de l'industrie prospère de la pêche. En 2004, sa population est d'environ 40 000 personnes pour seulement 37 km2.
Redcliffe est incorporée comme ville du Commonwealth d'Australie, et est gouvernée par un conseil municipal.

## Économie
La pêche de poissons et de crevettes est la principale industrie primaire, avec surtout des petites industries situées à Clontarf et Kippa-Ring. Le tourisme est aussi une industrie importante dans cette zone, avec environ 500 000 visiteurs chaque année. Cette importance du tourisme existe depuis la fin du XIXe siècle, quand les gens venaient en bateau pour apprécier ses côtes sûres, abritées et sablonneuses. La zone est riche en ressources naturelles, avec de nombreuses plages de sable et de parcs pittoresques. C'est un endroit populaire pour les résidents de Brisbane cherchant un lieu de détente. De Redcliffe on peut accéder à l'île Moreton, ou bien on peut naviguer sur la Rivière Caboolture à Deception Bay.
Les centres commerciaux principaux dans la zone sont Peninsula Fair, Redcliffe City Heart, Kippa-Ring Village et Margate et Deception Bay Shopping Centres. La plupart des grands détaillants nationaux ont des débouchés à Redcliffe.

## Histoire
La zone fut d'abord visitée par Matthew Flinders le 17 juillet 1799. L'explorateur John Oxley recommanda Redcliffe au gouverneur de Brisbane comme le site d'une colonie pénale. Lui, le lieutenant Miller, un équipage et 29 prisonniers naviguèrent sur l’Amity en partant de Sydney et arrivèrent à Redcliffe le 13 septembre 1824. En 1825, la colonie fut déplacée sur les rives de la Brisbane, et Redcliffe fut désertée jusqu'aux années 1860, lorsqu'elle fut désignée comme réserve agricole. Le développement résidentiel commença dans les années 1880 et la population augmenta remarquablement après 1935 quand l'autoroute Hornibrook fut ouverte. Le pont Hornibrook, long de 2,8 km et disposant de deux voies, traversait l'embouchure de la rivière aux Pins (Pine River) et reliait la péninsule à Brisbane. Un pont de remplacement à trois voies, l'autoroute Houghton, fut ouvert en 1979.

## Communautés sur et autour de la péninsule
Les banlieues de la ville de Redcliffe sont Clontarf, Woody-Point, Kippa-Ring, Margate, Scarborough, et Rothwell sur l'isthme reliant la péninsule au continent.
Au nord-ouest de la péninsule se situe la Baie Deception (Deception Bay) dans le Comté de Caboolture, et au sud-ouest et au sud (traversant la Baie Bramble) se situent les banlieues de Brighton et Sandgate de Brisbane.